# Litauische Eishockeyliga
Die Litauische Eishockeyliga ist die höchste Eishockeyliga in Litauen.  Rekordmeister ist der SC Energija mit insgesamt 21 Titeln.

## Teilnehmer 2017/18
- SC Energija
- Juodupės Juodupė 1
- Kaunas Hockey
- Baltija Klaipėda
- Rokiškio Rokiškis
- Geležinis vilkas Vilnius
- Vilnius Hockey Punks

## Bisherige Titelträger
→ Litauischer Meister (Eishockey)